# Elliott Erwitt
Eliott Erwitt (n. 26 iulie 1928, Neuilly-sur-Seine, Seine, Franța – d. 30 noiembrie 2023, New York City, New York, SUA) a fost un fotograf documentar cunoscut pentru fotografiile lui alb-negru, în care surprinde momente ironice și absurde din viața de zi cu zi a oamenilor. 
Erwitt s-a născut în Paris din părinți evrei, emigranți din Rusia. În 1939, când avea 10 ani, familia lui a emigrat în Statele Unite ale Americii. Eliott a studiat fotografia și cinematografia la colegiul din Los Angeles, terminându-și studiile în 1950. Erwitt a fost asistent de fotograf în 1950 al armatei Statelor Unite, in timp ce au staționat în Franța și Germania, unde a cunoscut fotografi celebri precum Edward Steichen, Robert Capa și  Roy Stryker. Stryker, actualul director al Departamentului de fotografie din cadrul Administrației Farm, îl angajează pe Erwitt să lucreze la un proiect de fotografie. Apoi a început o carieră ca fotograf liber profesionist, lucrând pentru Collier's, Look, Life and Holiday. S-a alăturat Agenției Magnum Photos în 1953, permițându-i astfel să facă fotografii în întreaga lume. 
Unul dintre subiectele pe care Erwitt le-a fotografiat cel mai frecvent în cariera lui au fost câinii, subiectul principal a patru din cărțile sale: Son of Bitch (1974), Dog Dogs (1998), Woof (2005) și Elliott Erwitt's Dogs (2008). Erwitt a fost premiat cu medalia  The Royal Photographic Society's în 2002, în semn de recunoaștere pentru contribuția semnificativă în arta fotografică, și premiul Infinity oferit International Center for Photography pentru întreaga sa carieră, în 2011. Începând cu anii 1970, și-a dedicat o mare parte din energie spre filme. Printre filmele sale artistice, reclame de televiziune și filme documentare se numără: Arthur Penn: The Director (1970), Beauty knows no pain (1971), Red, white and bluegrass (1973), Afganistan (1977).